# Coity Castle

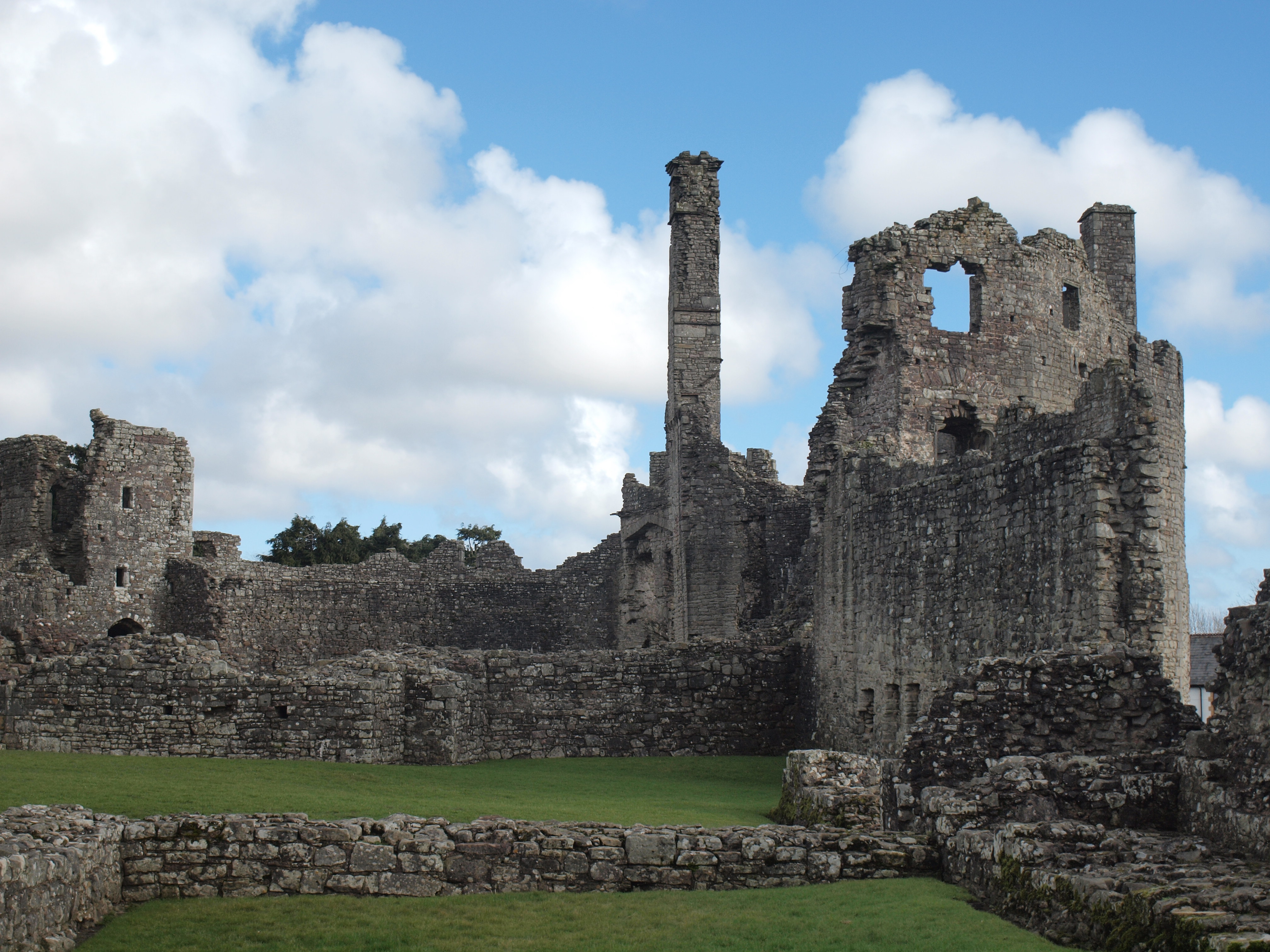
Ruine von Coity Castle, Ansicht von Westen

Coity Castle (walisisch Castell Coety) ist eine Burgruine in der walisischen Ortschaft Coity Higher etwa zwei Kilometer nordöstlich von Bridgend in Südwales. Sie geht auf einen einfach Ringwall aus der Zeit des frühen 12. Jahrhunderts zurück und wurde durch verschiedene Adelsfamilien in vier folgenden Bauphasen zu einer zweiteiligen Burganlage aus Stein ausgebaut. Im 17. Jahrhundert als Wohnsitz aufgegeben, verfiel sie allmählich zu einer Ruine, die heute in der Obhut des Cadw ist.
Die Anlage steht als Grade-I-Listed Building unter Denkmalschutz und ist zugleich ein Scheduled Monument. Sie kann das ganze Jahr hindurch täglich unentgeltlich besichtigt werden. In direkter Nachbarschaft zur Burg steht mit der befestigten St Mary’s Church aus dem 14. Jahrhundert ein weiteres Baudenkmal.

## Geschichte
Coity Castle ist eine Gründung des frühen 12. Jahrhunderts und wurde in fünf Bauphasen zu der Anlage erweitert um umgebaut, deren Reste heute sichtbar sind. Sie wurde vor 1106 durch den aus der Normandie stammenden Payn I de Turberville, einem der legendären zwölf Ritter von Glamorgan, als Ringwall mit Holzpalisade errichtet. Die Anlage diente als Grenzfeste und zur Unterstützung der normannischen Besiedlung des westlichen Glamorgans. Payn II de Turberville ersetzte die Erde-Holz-Konstruktion in den 1180er Jahren durch einen steinernen Keep, den er von einer Ringmauer umgeben ließ. Im 14. Jahrhundert erfolgte eine Umgestaltung des Wohnturms in seinem Inneren sowie ein mehrgeschossiger Anbau an dessen Nordseite. Südlich wurde ihm ein Torbau angefügt, der ein älteres, einfaches Tor zur nordwestlich gelegenen Vorburg ersetzte. Diese wurde mit einer eigenen, mit drei Viereckstürmen verstärkten Ringmauer eingefriedet und mit der Hauptburg verbunden. An der Südseite der Kernburg, angelehnt an deren Ringmauer, wurde ein weiteres Gebäude mit einem Saal im Erdgeschoss errichtet, dem sich im Osten Wirtschaftsräume wie Küchen und Vorratsräume anschlossen. Ein an der Außenseite der südlichen Ringmauer errichteter Rundturm mit Verbindung zum Südbau bot in jedem seiner Geschosse eine Latrine.

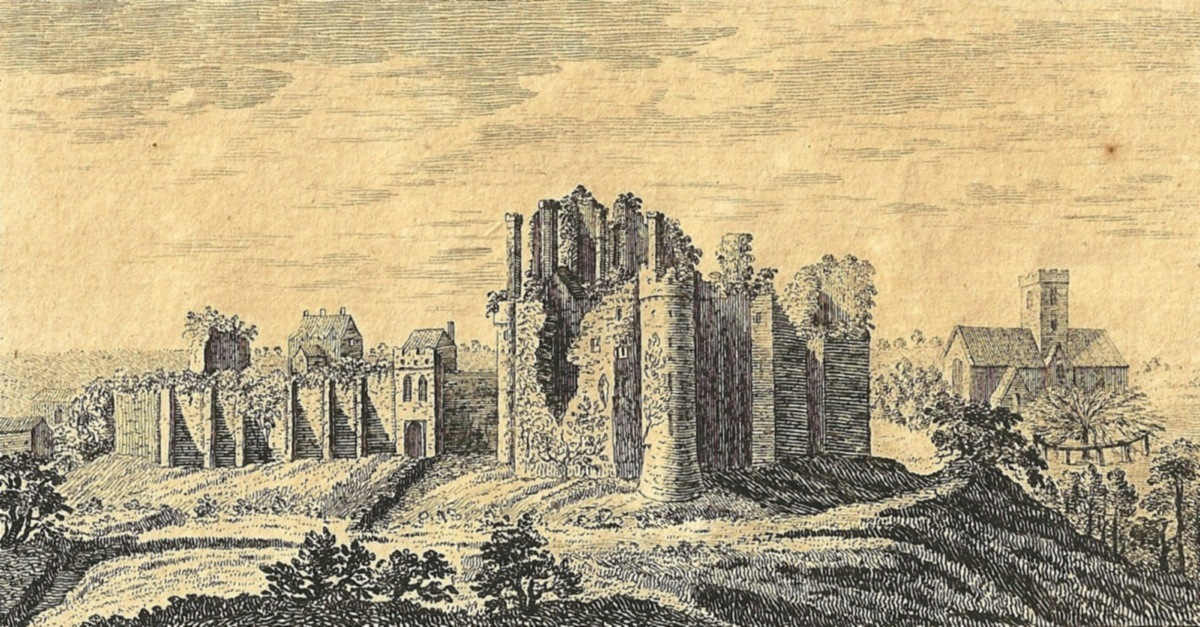
Ansicht der Burgruine auf einem Stich der Brüder Samuel und Nathaniel Buck von 1740

Die Turbervilles starben um 1367 mit Richard II de Turberville im Mannesstamm aus. Von ihm kam die Burg an seinen Neffen Lawrence Berkrolles, dessen Vater Roger Richard Turbervilles Erbtochter Catherine geheiratet hatte. In die Zeit Lawrence Berkrolles als Burgbesitzer fiel der walisische Aufstand für die Unabhängigkeit Wales’ von England. Im Laufe dieser Rebellion belagerte Owain Glyndŵr Coity Castle von 1404 bis 1405, aber im Gegensatz zu seinen sonstigen militärischen Unternehmungen war er im Fall Coitys nicht erfolgreich. Die Burgbesatzung konnte seiner Belagerung erfolgreich widerstehen, allerdings wurde die Anlage dabei stark mitgenommen. Die Schäden wurden anschließend durch Lawrence beseitigt, indem zum Beispiel den Nordteil der Kernburgringmauer komplett erneuerte. Möglicherweise ließ er auch das Nordost-Tor der Kernburg errichten.
Als Sir Lawrence im Jahr 1419 starb, ohne einen Erben zu hinterlassen, stritten mehrere Parteien um seinen Nachlass. Burg und Herrschaft Coity kamen schließlich an Sir William Gamage. Er war der Enkel eines weiteren William Gamage, der eine Tochter von Payn III. de Turberville geheiratet hatte. Um seinem Anspruch auf die Anlage Nachdruck zu verleihen, hatte William sie zuvor belagern lassen. Seine Familie war es, die weitere durchgreifende Veränderung an der Anlage vornehmen ließ. Dem Südbau fügte sie im frühen 15. Jahrhundert an der Westseite eine Kapelle an, die im Laufe des Jahrhunderts noch einmal erhöht wurde. Auch die Vorburg erfuhr eine Umgestaltung. Angelehnt an die südliche Partie der Ringmauer entstand ein großes Stallgebäude, der Zugang zum Vorburgareal wurde durch einen neuen, einfachen Torbau an der Westseite möglich. Den Hauptzugang gewährte ab dem 15. Jahrhundert jedoch der zum Torturm umgestaltete Südturm der Ringmauer.

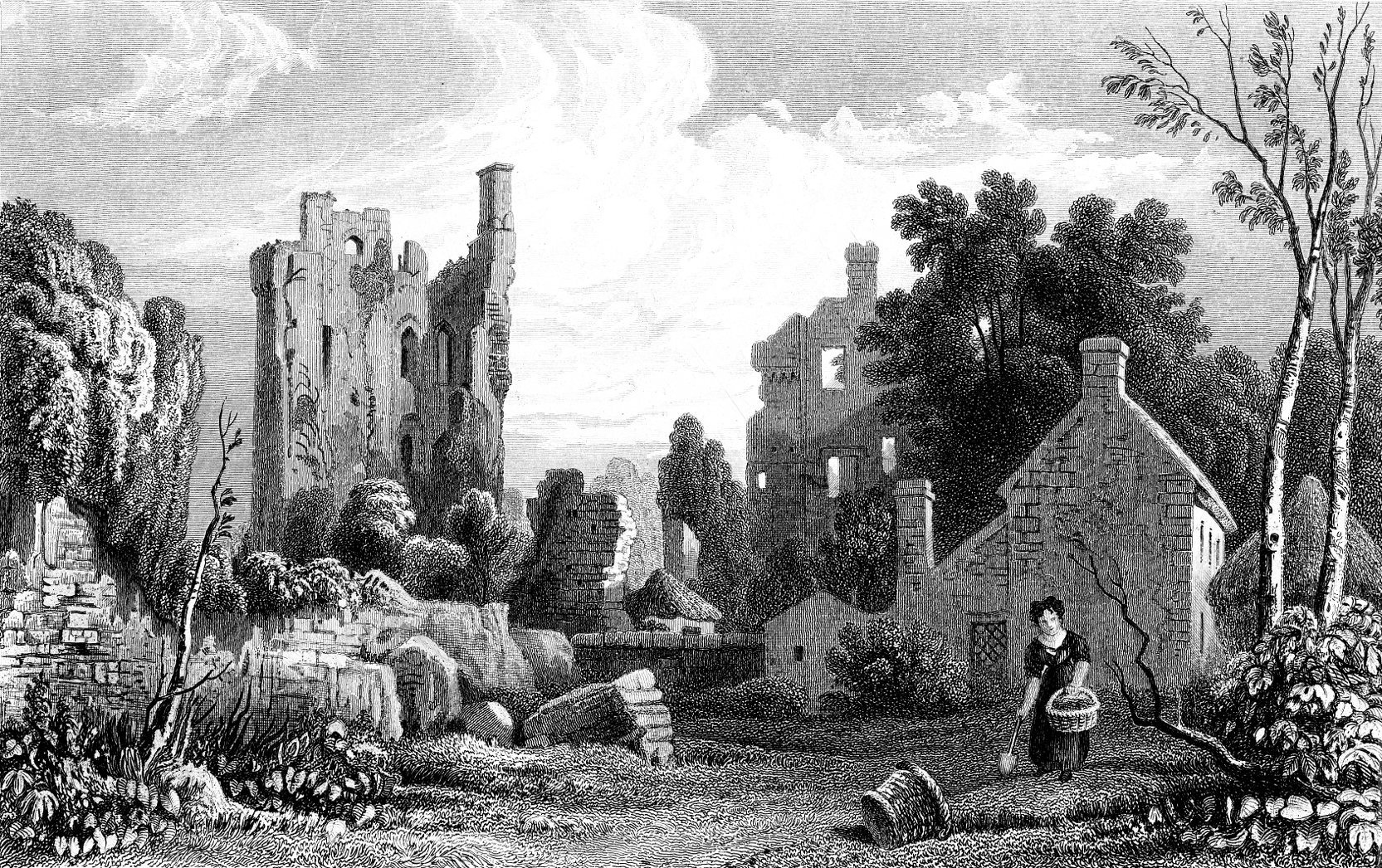
Coity Castle Mitte des 19. Jh.

Weitere Veränderungen der Burg in der Tudorzeit – vielleicht unter Sir Thomas Gamage – dienten vor allem zur Verbesserung des Wohnkomforts. Die Gebäude bekamen größere Fenster, und im Großen Saal des Südbaus wurden prachtvoll gestaltete Kamine als Heizmöglichkeit installiert. Zudem erhielt der Keep samt nördlichem Anbau ein drittes Obergeschoss, und wahrscheinlich geschah im 16. Jahrhundert auch die Verfüllung jenes Teils des Burggrabens, der Vor- und Kernburg voneinander trennte. John Gamages Erbtochter Barbara heiratete 1584 Sir Robert Sidney, 1. Earl of Leicester und brachte ihm das Anwesen zu. Das Paar lebte auf dem Stammsitz der Sydneys in Kent, Penshurst Place, und so wurde Coity Castle fortan nicht mehr als Wohnsitz genutzt. Die Folge war ein allmählicher Verfall der Anlage. Diese blieb noch bis in das 19. Jahrhundert im Besitz dieser Familie, doch spätestens 1811 war Thomas Wyndham of Dunraven Castle ihr Eigentümer. Dessen Tochter Caroline brachte sie 1833 ihrem Mann, Windham Quin, 2. Earl of Dunraven and Mount-Earl, zu. Zu jener Zeit wurde die Burg bereits als Ruine beschrieben.
Seit 1929 steht Coity Castle unter staatlichen Obhut und damit heute in der Pflege von Cadw.

## Beschreibung

Plan der Burgruine

Coity Castle ist eine zweiteilige Anlage, bestehend aus einer Kernburg sowie einer nordwestlich davon liegenden Vorburg. In beiden Bereichen wurde lokal vorkommender Bruchstein verwendet. Sie ist im Norden, Osten und Süden von einem Trockengraben umgeben, der zwischen vier Metern im Norden und sechs Metern im Süden tief ist. Seine Breite variiert zwischen 90 und 100 Fuß (27,5 bis 30,5 Meter).
Der Besucher betritt die Anlage heute über einen Torbau der etwa 55 × 39 Meter messenden Vorburg. Dieser befindet sich im Südteil ihrer etwa 20 Fuß (ca. sechs Meter) hohen Ringmauer. Innerhalb des Vorburgareals finden sich die Fundamente eines großen, 29 Meter langen Stallgebäudes.
Der Grundriss der runden Hauptburg verdeutlicht gut die Größe und Form ihrer einstigen Vorgängeranlage, eines durch eine Holzpalisade geschützten Ringwalls. Der Durchmesser der Kernburg beträgt 36,6 Meter. In ihrem nordwestlichen Bereich steht die Ruine eines viergeschossigen Keeps, dessen erhaltene Bausubstanz mehrheitlich aus dem 14. Jahrhundert stammt und der eine Grundfläche von 12,2 × 10,2 Metern einnimmt. Seine zwei Meter dicken Mauern sind noch bis zu 16,5 Meter hoch. Das Erdgeschoss wird durch einen einzigen Raum eingenommen, dessen Gewölbedecke durch einen zentralen, achteckigen Pfeiler gestützt wurde. Ein solcher Pfeiler steht an genau der gleichen zentralen Stelle auch im ersten Obergeschoss. Der Keep besitzt an seiner Nordseite einen rechteckigen Anbau aus dem 14. Jahrhundert. Auf der Südseite des Turms schließen sich die Reste des ehemaligen Tores zur Vorburg an. Obwohl nur noch fragmentarisch erhalten, lässt sich noch gut der neun Fuß (etwa 2,7 Meter) breite Durchgang erkennen.
Ein weiteres Tor befindet sich im nordöstlichen Teil der acht Fuß (ca. 2,5 Meter) dicken Kernburgringmauer und bietet einen bequemen Zugang zum Kirchhof der benachbarten St Mary’s Church. Das ehemals dreigeschossige Torhaus besitzt einen 20×24 Fuß (rund  Meter) messenden Grundriss, sein zweites Obergeschoss ist nur noch teilweise existent. Eine feststehende Holzbrücke ersetzt heute die früher vorhandene Zugbrücke, deren Kettenlöcher und Blendnische noch erhalten sind. Das sechs Fuß (1,8 Meter) breite Tor besaß früher ein Fallgatter, das vom einzigen Raum des ersten Obergeschosses bedient werden konnte. Das Zimmer ist über eine steinerne Wendeltreppe erreichbar und besaß als Heizmöglichkeit einen Kamin.
An die südliche Ringmauer der Hauptburg lehnt sich von innen ein 26×19 Fuß (etwa 7,9 × 5,8 Meter) großer Bau an. Über seinem Gewölbekeller befand sich im Erdgeschoss ein Saal, dessen Gewölbedecke von zwei Pfeilern getragen wurde. Der Raum war früher mit aufwändigen Steinmetzarbeiten verziert. Die Obergeschosse des Baus dienten zu Wohnzwecken. Das zeigt auch der dem Wohnbau auf der Außenseite der Ringmauer vorgesetzte viergeschossige Latrinenturm aus Sandstein. Bei der erhaltenen Bausubstanz östlich des Baus handelt es sich um Reste von Wirtschaftsräumen und Bedienstetenunterkünften. Die Fundamente im Westen sind hingegen die Relikte der einstigen Burgkapelle aus dem 15. Jahrhundert.

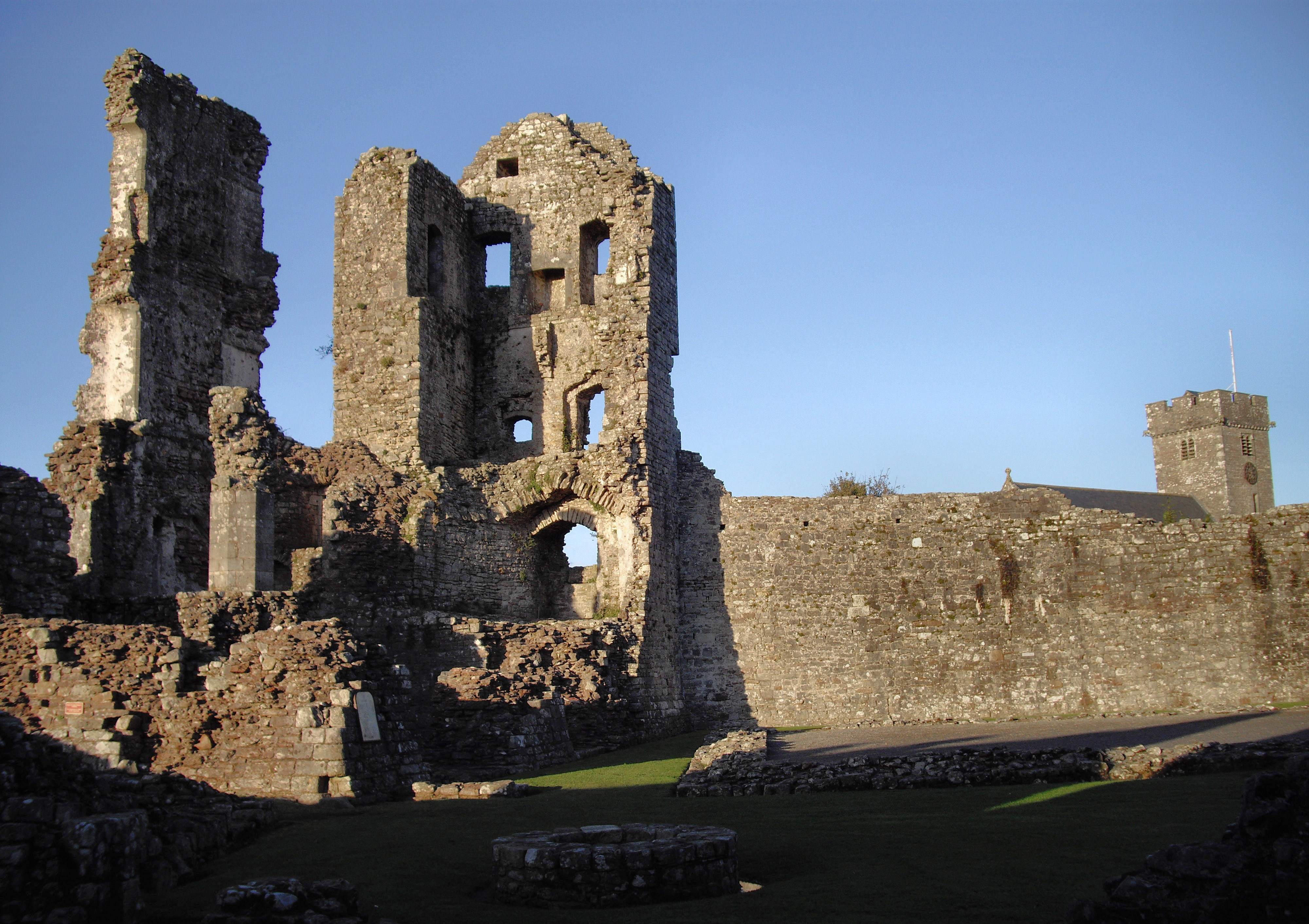
Ruine des Keeps mit nördlicher Ringmauer
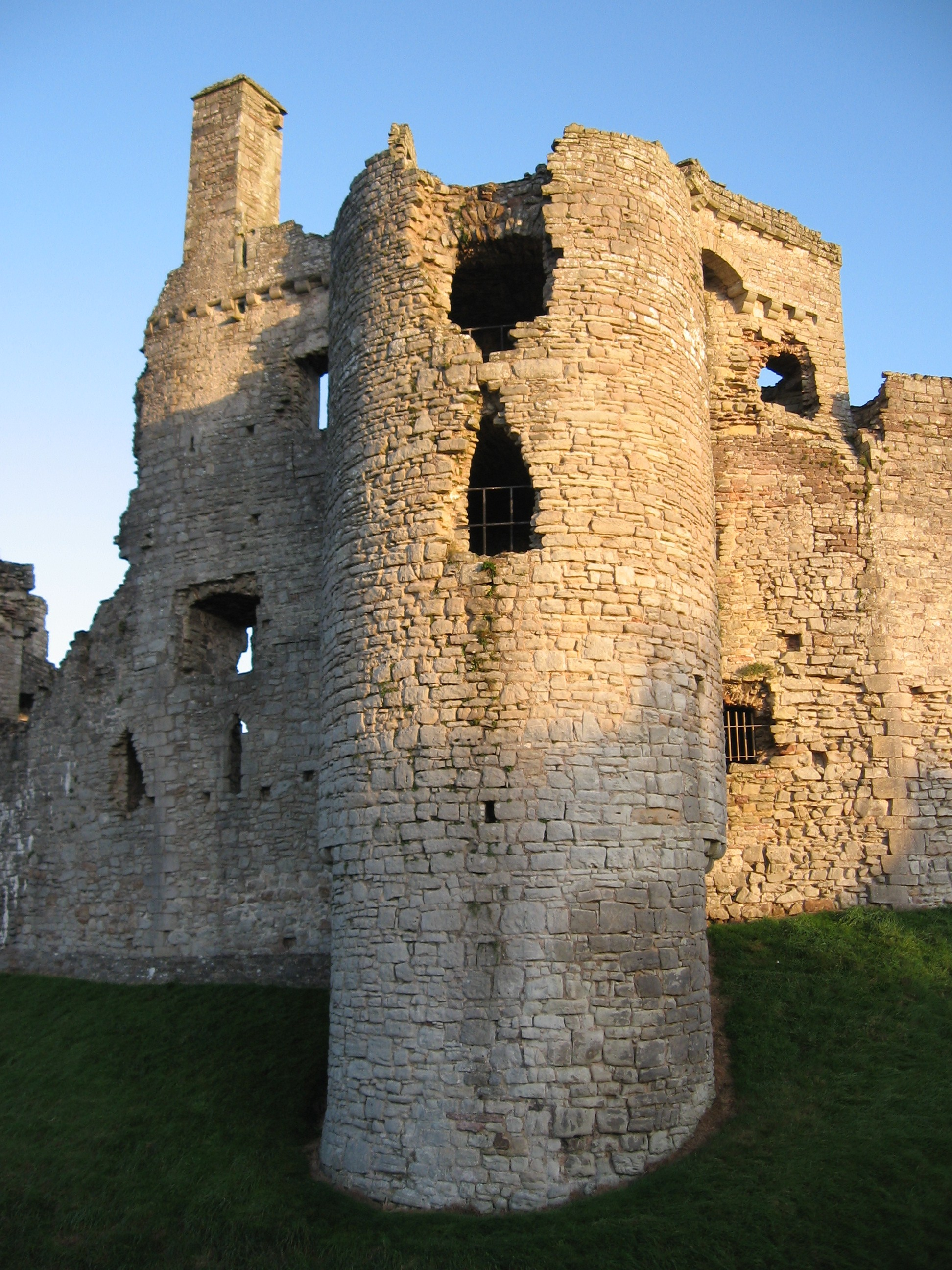
Latrinenturm
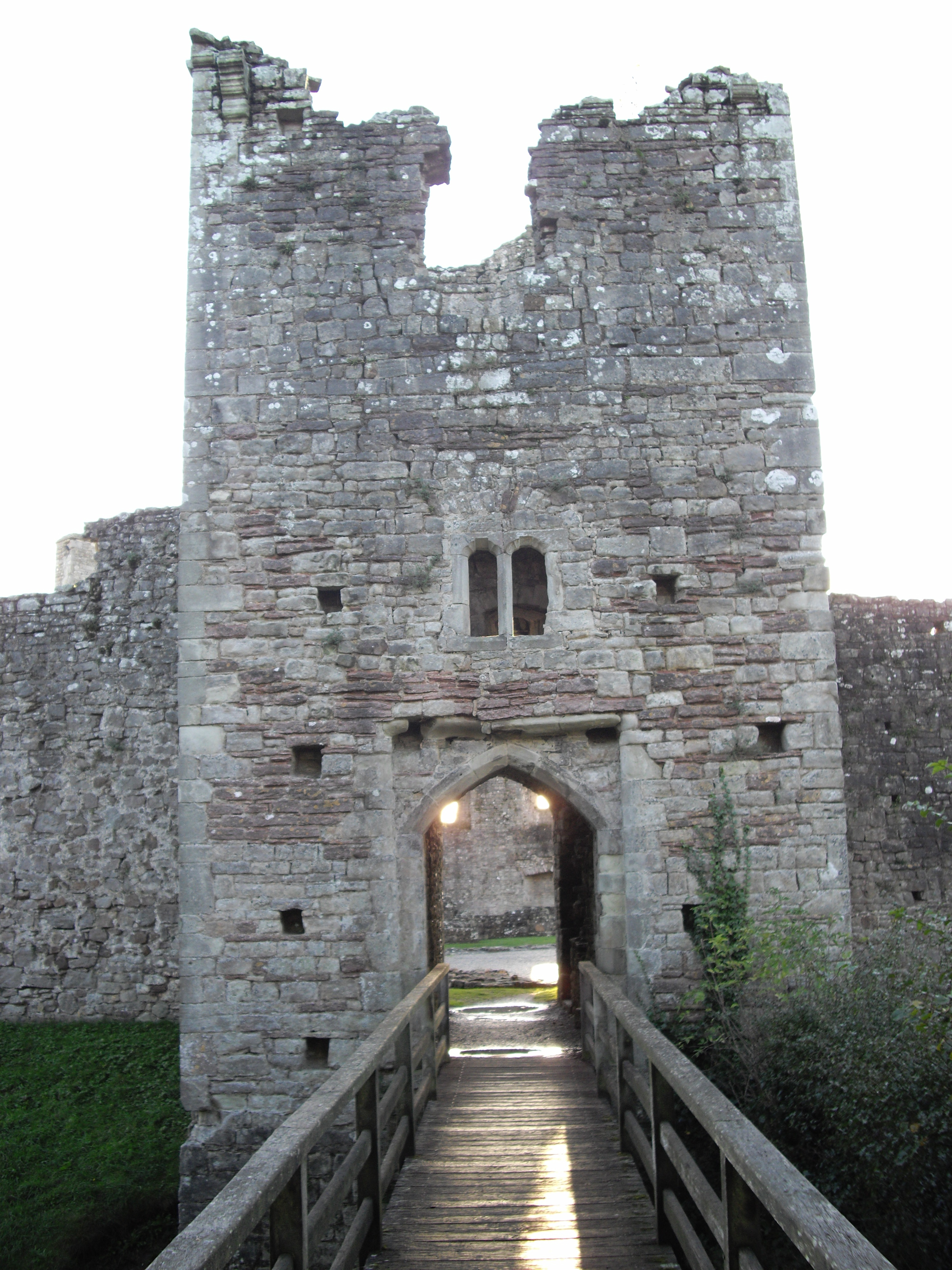
Osttor zum Kirchhof der St Mary’s Church
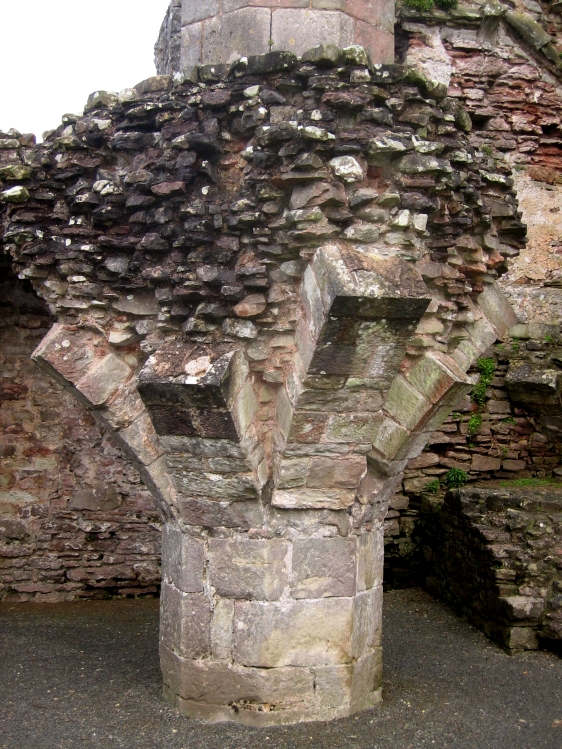
Achteckiger Mittelpfeiler des Keeps